# Чобанчешме (квартал на Истанбул)
„Чобанчешме“ (на турски: Çobançeşme) е квартал на Истанбул, разположен в околия Бахчелиевлер. Общата му площ е 1,3 км2. Според данни на Адресната система за регистриране на населението (ABPRS) към 2023 г. населението на „Чобанчешме“ е 31 473 жители.